# Havsbaserad vindkraft

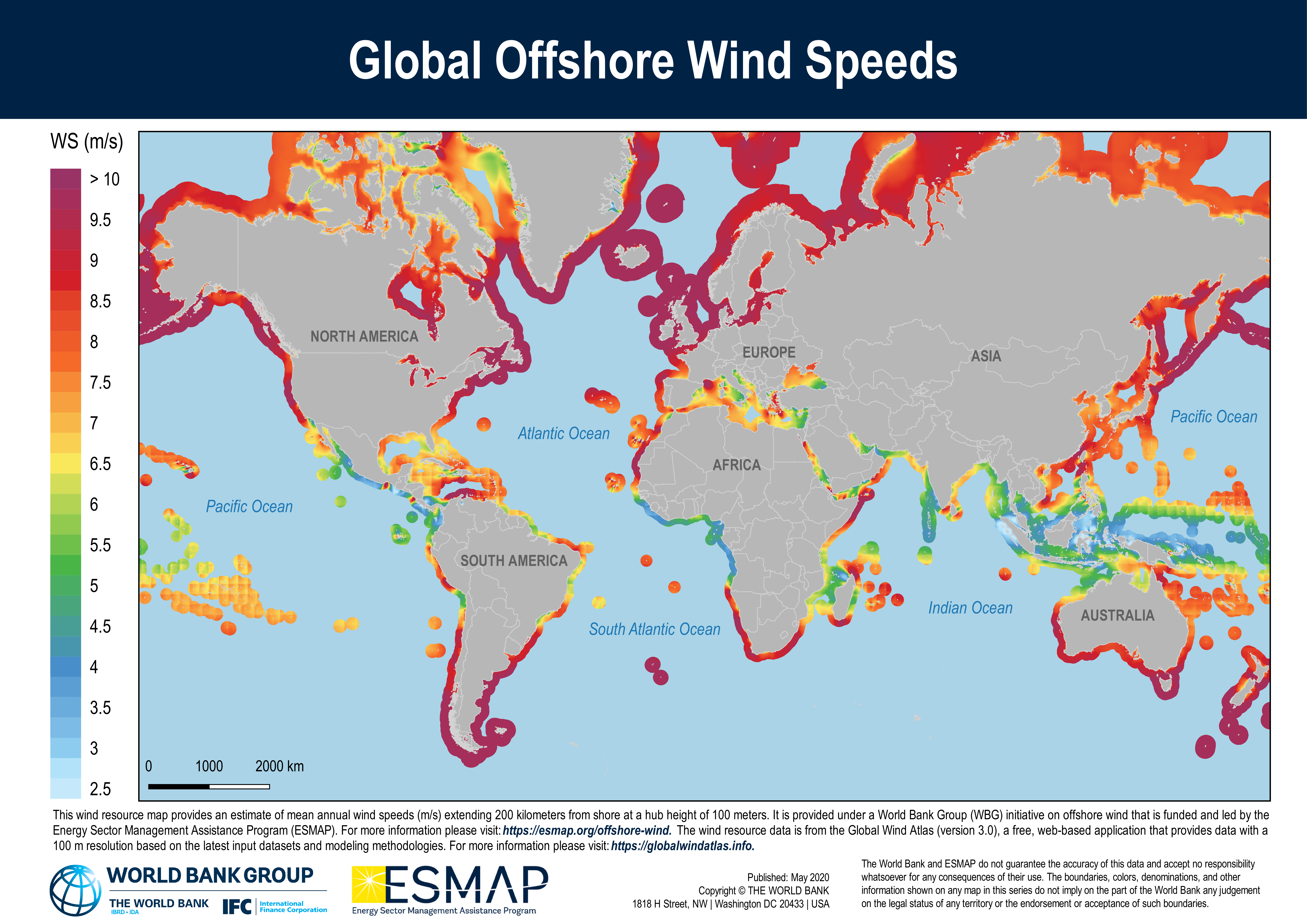
Vindhastigheter längs världens kuster enligt Global Wind Atlas

Havsbaserad vindkraft är vindkraftverk som är placerade till havs. Vindarna är där vanligen starkare än då de nått land då höjdskillnader och vegetation fungerar som ett motstånd som sänker vindhastigheten. Detta gör att den potentiella produktionen för ett vindkraftverk är högre till havs än på land. Samtidigt är installationskostnaderna högre då det är svårare att bygga till havs och även driftskostnaderna är högre då de är mindre lättillgängliga och kraftverken utsätts för en tuffare miljö. Behovet av att ha en botten att bygga verken på begränsar vanligen de områden som lämpar sig för havsbaserad vindkraft till relativt kustnära områden.
De första havsbaserade vindkraftverken började byggas i början av 1990-talet, bl.a. Vindeby i Danmark och Nogersund i Sverige. Totalt fanns det 2022 ungefär 64,3 gigawatt (GW) installerad effekt. Av denna effekt står Kina (49 %), Storbritannien (22 %) och Tyskland (13 %) för över tre fjärdedelar. Den största enskilda parken är  Hornsea Project Two i Storbritannien, med en totalt effekt på 1,32 GW.